# Tottan Rock
Tottan Rock är en kulle i Antarktis. Den ligger i Östantarktis. Frankrike gör anspråk på området.
Terrängen runt Tottan Rock är varierad. Trakten är glest befolkad. Närmaste befolkade plats är Dumont d'Urville Station, 13,5 kilometer söder om Tottan Rock. 